# Chromosom 8
Chromosom 8 – jeden z 23 parzystych chromosomów człowieka. DNA chromosomu 8 liczy około 155 milionów par nukleotydów, co stanowi około 4,5-5% materiału genetycznego ludzkiej komórki. Liczbę genów mających swoje loci na chromosomie 8 szacuje się na 700-1000.

## Geny
Niektóre geny mające swoje locus na chromosomie 8:
- FGFR1 (kodujący receptor 1 czynnika wzrostu fibroblastów)
- GDAP1
- GNRH1 (kodujący gonadoliberynę)
- LPL (kodujący lipazę lipoproteinową)
- MCPH1
- NDRG1
- NEF3
- NEFL
- SNAI2
- TG (kodujący tyreoglobulinę)
- TPA (kodujący tkankowy aktywator plazminogenu)
- WRN.

## Choroby
Następujące choroby związane są z mutacjami w obrębie chromosomu 8:
- choroba Charcota-Mariego-Tootha
- wrodzona niedoczynność tarczycy
- zespół Nijmegen
- zespół Pfeiffera
- zespół Rothmunda-Thompsona
- zespół Waardenburga
- zespół Wernera.